# Richthofen (groupe)
Pour les articles homonymes, voir Richthofen.
Richthofen est un groupe de Neue Deutsche Härte allemand fondé en 1996 et dissous en 2001. Ils publient leur premier album, intitulé Seelenwalzer, le 26 mai 1997. 20 000 exemplaires du CD sont vendus. Ils font ensuite la première partie de groupes tels que Kreator, Die Krupps, Dimmu Borgir et autres. Peu après la parution de leur deuxième album, la famille de Manfred von Richthofen, le célèbre Baron rouge, pousse le groupe à changer de nom. Les membres préfèrent se séparer.

## Biographie
Le groupe est formé en 1997 par Andy Classen, ancien guitariste du groupe de thrash metal Holy Moses, et Dirk Weiss du groupe de thrash metal Warpath. Weiss et Classen se connaissent depuis le premier album de Warpath en 1992, à l'étiquette West Virginia d'Andy. Avec les musiciens Sanjai Shah (batterie, percussions) et Gernot Leinert (claviers, basse) du groupe Shit for Brains, et Alex Spiekermann (batterie), guitariste du groupe Erosion, Stefan Römhild et Michael Hankel recrutent le bassiste Marco Schulz de Hate Squad, et enregistrent le premier album du groupe, Seelenwalzer, publié le 26 mai 1997 au label GUN Records. L'album compte plus de 20 000 exemplaires vendus, et les deux chansons Worte des Fleisches et Blut der Pferde sont publiées comme singles. Pendant la tournée qui suit, le groupe, composé de Stefan Römhild, Michael Hankel et Marco Schulz, joue aux côtés de Die Krupps.
Andy Classen quitte le groupe après la sortie du premier album, et se concentre sur d'autres projets. Michi Schluseneck, Alex Spiekermann et Martin Melms, qui sont les membres restants, recrutent le bassiste David en janvier. Le 11 janvier 1999, avec cette formation, le groupe enregistre et publie l'album Helden Der Zeit, qui atteint la 88e place des classements allemands. De l'album sort le single Hart am Wind. Quelques mois après cette sortie, le groupe se sépare, entre autres, à cause de tensions liées à la famille de Manfred von Richthofen, qui voulait faire changer le nom de Richthofen. Michael Schluseneck joue, après cette séparation, dans le groupe Niederschlag, et plus tard au sein de Endhammer.

## Membres
- Dirk « Digger » Weiss - chant, accordéon
- Michael Schluseneck - guitare
- Alex Spikermann - batterie, synthétiseur
- Martin Melms - guitare
- Jan David - basse
- Andy Classen - guitare, percussions, effets sonores

## Discographie
- 1997 : Seelenwalzer[6]
- 1999 : Helden der Zeit[6]